# 위혜덕
위혜덕(韋惠德)은 대한민국의 전 축구 선수 및 감독이다. 1960년 국가대표팀의 감독직을 수행하였다.  서울 출신으로 1940년대 명선수로 이름을 날렸다.